# (109) Фелица
(109) Фелица (лат. Felicitas) — астероид главного пояса, принадлежащий к тёмному спектральному классу C. Он был открыт 9 октября 1869 года германо-американским астрономом К. Г. Ф. Петерсом в обсерватории Литчфилд, США и назван в честь Фелицитас, богини римской мифологии, олицетворявшей счастье и удачу.

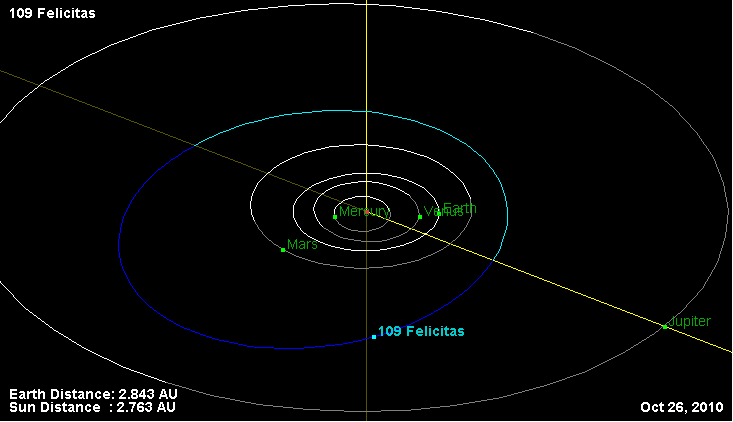
Орбита астероида Фелица и его положение в Солнечной системе